# (22257) 1978 VJ10
1978 في جاي 10 (ويعرف أيضًا باسم (22257) 1978 في جاي 10 وفق تسمية الكوكب الصغير) (بالإنجليزية: 1978 VJ10)‏ هو كويكب ضمن حزام الكويكبات؛ وترتيبه 22257 من حيث الاكتشاف.
اكتُشف هذا الجُرم الفلكي بواسطة اليانور إف. هيلين في 7 نوفمبر 1978.

## وصلات خارجية
- (22257) 1978 VJ10 في قاعدة بيانات مختبر الدفع النفاث لأجرام النظام الشمسي الصغيرة

- الاكتشاف · مخطط المدار ·  العناصر المدارية · المعلمات المادية

- (22257) 1978 VJ10 على موقع ويكي سكاي: DSS2, SDSS, GALEX, IRAS, Hydrogen α, X-Ray, Astrophoto, Sky Map, Articles and images